# Ingersoll (Ontario)
Pour les articles homonymes, voir Ingersoll.
Ingersoll est une ville du comté d'Oxford, sur la rivière Thames, dans le sud-ouest de l'Ontario, Canada. Elle est située à proximité de Woodstock (à l'est) et de London (à l'ouest).

## Histoire
Fondée en 1790 par des familles de laitiers, la famille Thomas Ingersoll, la ville d'Ingersoll est située au cœur de la région laitière canadienne de l'époque, les familles y produisent du fromage. La ville est réputée pour son fromage dans tout le Canada avant la guerre de 1812. La première industrie de production de fromage y est fondée en 1864.
Ingersoll est connu pour son poète James McIntyre, ainsi que pour avoir produit le mammoth-cheese, un cheddar de 7,000 pounds. 
Chaque année depuis 1972, elle organise le festival Fromage et vin au cours duquel est organisé un concours de poésie à la gloire du fromage en l'honneur de James McIntyre.

## Démographie
| 2001   | 2006   | 2011   | 2016   |
| ------ | ------ | ------ | ------ |
| 10 977 | 11 760 | 12 146 | 12 757 |